# Westview Circle
Westview Circle é uma Região censo-designada localizada no estado norte-americano de Wyoming, no Condado de Platte.

## Demografia
Segundo o censo norte-americano de 2000, a sua população era de 67 habitantes.

## Geografia
De acordo com o United States Census Bureau tem uma área de
6,0 km², dos quais 5,9 km² cobertos por terra e 0,1 km² cobertos por água.

## Localidades na vizinhança
O diagrama seguinte representa as localidades num raio de 68 km ao redor de Westview Circle.